# Solpugema krugeri
Solpugema krugeri är en spindeldjursart som beskrevs av Lawrence 1964. Solpugema krugeri ingår i släktet Solpugema och familjen Solpugidae. Inga underarter finns listade i Catalogue of Life.